# Сексуальне насильство під час російсько-української війни
Сексуальне насильство під час російсько-української війни, вчинюване російськими військами як геноцидне знаряддя війни, стало широко висвітлюватись після повномасштабного вторгнення 2022 року. Лише в Бучанській різанині після окупації міста-героя виявлено 25 зґвалтувань, а ряд резонансних випадків облетів світову пресу. За оцінками експерток, заниження звітності про кількість сексуальних злочинів Росії в Україні, імовірно, є масовим.
Міністерки закордонних справ Канади та Великої Британії Мелані Жолі та Елізабет Трасс наприкінці квітня 2022 року заявили, що сексуальне насильство було використане під час вторгнення російських військ як «систематична зброя для здійснення контролю та здійснення влади над жінками… такою ж руйнівною в конфлікті, як хімічна зброя чи наземні міни, обидва заборонені міжнародними конвенціями».

## Контекст і ризики
У своїй доповіді, що охоплює початковий період російського вторгнення в Україну 2022 року, з 24 лютого по 26 березня 2022 року, Управління Верховного комісара ООН з прав людини (УВКПЛ) перерахувало чотири види ризиків сексуального насильства. Збільшення військової присутності та діяльності в цивільних районах, руйнування будинків та інфраструктури, внутрішнє переміщення, а також велика кількість жінок і дівчат, які залишають Україну, спричинили високий ризик сексуального насильства та торгівлі людьми через конфлікт. УВКПЛ стверджує, що повідомлення на Національну гарячу лінію з питань запобігання домашньому насильству, торгівлі людьми та гендерній дискримінації вказують на високий ризик сексуального насильства, а також на те, що низка повідомлень є ймовірною за допомогою кількох факторів.
Сексуальне насильство мало місце як в Україні, так і під час інших конфліктів з боку російських і російських провідних сил до вторгнення 2022 року. Згідно з набором даних про сексуальне насильство у збройних конфліктах, російських військових звинувачували у сексуальному насильстві протягом трьох із семи років конфлікту з 2014 року на сході України, причому більшість повідомлень надходила від осіб, які перебувають під вартою. У звіті Держдепартаменту США про практику прав людини в Україні за 2020 рік документуються побиття та ураження електричним струмом в області геніталій, зґвалтування, погрози зґвалтування, примусове оголення та погрози зґвалтуванням членів сім'ї з боку очолюваних Росією сил як засобу катувань і покарання. Amnesty International повідомила про випадки групових зґвалтувань та зґвалтування дорослих та дітей обох статей російськими військами в Чечні на початку 2000-х років.

## Сексуальне насильство Збройних сил РФ
Депутатка Верховної Ради Леся Василенко в інтерв'ю від 17 березня, заявила, що літніх жінок, які не змогли втекти з районів, окупованих Збройними силами РФ, здебільшого або зґвалтували та стратили, або вони вчинили самогубство. Вона заявила, що кількість цих випадків занижена, оскільки сім'ям не вистачало «сили чи здатності» свідчити.

### Резонансні випадки
Наприкінці березня Генеральна прокурорка України Ірина Венедіктова почала розслідування за заявою, що російські військові застрелили чоловіка, а потім зґвалтували його дружину. The Times опублікувала інтерв'ю з постраждалою 28 березня. Вона з невеликого села Броварського району. За її словами, до будинку прибули солдати, які застрелили собаку, потім чоловіка «тому що він нацист», приклали пістолет до її голови та по черзі ґвалтували її, поки її син плакав у котельні будинку. Двоє чоловіків зробили 20-хвилинну перерву, здійснили другий, а потім третій раунд зґвалтування, будучи «настільки п'яними, що ледве стояли». Жінка змогла вижити та втекти з сином, дала свідчення в поліції та впізнала одного з ґвалтівників за профілем у соцмережах. «Медуза» опублікувала ґрунтовну розповідь про те ж зґвалтування (і про інше) у Богданівці та навколишні події. Речник Росії Дмитро Пєсков назвав звинувачення «брехнею». Венедиктова заявила, що ордер на арешт російського солдата був виданий за «підозрою у порушенні законів і звичаїв війни».
Human Rights Watch повідомила про побиття та зґвалтування 13 березня 31-річної жительки села Мала Рогань Харківського району, підконтрольному на той час ЗС РФ. Близько опівночі 13 березня російський солдат увійшов до школи, де жінка прихистилася з родиною та односельчанами. Військовий змусив жінку роздягтися під дулом пістолета, потім стріляв у стелю та зґвалтував її. Погрожував ножем, знову зґвалтував, порізав їй шию, щоку, вдарив ножем по обличчю та дав ляпаса. Близько 7 ранку 14 березня солдат відпустив жінку та покинув будівлю. Після пережитого постраждала з родиною пішки дісталась Харкова, де змогла отримати медичну допомогу.
12 квітня 2022 року BBC News взяла інтерв'ю у 50-річної жительки села за 70 км західніше Києва, яку зґвалтував під дулом зброї чеченець, союзник російських збройних сил. За словами сусідів, 40-річну жінку зґвалтував і вбив той же солдат, залишивши те, що BBC News назвало «тривожним місцем злочину». На наступний день після візиту BBC News поліція ексгумувала тіло 40-річного чоловіка. Начальник поліції Київського району Андрій Небитов заявив, що 9 березня поліція розслідує справу, коли російські військові застрелили чоловіка, двоє з них неодноразово зґвалтували його дружину, а потім спалили будинок і застрелили собак. Правоохоронці ексгумували тіло чоловіка.
The New York Times описала жінку, яку «утримували як сексуальну рабиню, голу, за винятком шуби, замкнену в картопляному погребі перед стратою», знайдену після визволення Київської області в кінці березня 2022 року.

### Загальний масштаб
Українська депутатка Верховної Ради Марія Мезенцева заявила, що жертв сексуального насильства «набагато більше», ніж перша справа Броварського району, яку розслідує Генпрокуратура. Вона заявила, що як тільки жертви будуть «готові до розмови», докази стануть публічними. Українська адвокатка Катерина Бусол заявила, що сексуальне насильство під час вторгнення були набагато більш поширеними, ніж єдиний випадок, оголошений Венедиктовою. Вона посилалася на повідомлення про «групове зґвалтування, зґвалтування на очах дітей та сексуальне насильство після вбивства членів сім'ї». Бусол заявила, що більшість згвалтованих були жіночої статі, з окупованих російськими військами районів України. HRW заявила, що отримала три повідомлення про зґвалтування, окрім зґвалтування 13/14 березня, які вона недостатньо перевірила. Український волонтер, який допомагає українським біженцям у Варшаві, заявив The Quint наприкінці березня 2022 року, що кількість зґвалтувань та сексуальних нападів українок з боку російських солдатів під час вторгнення була «масово занижена».
На початку квітня 2022 року омбудсменка в Україні з прав людини Людмила Денісова заявила, що близько 25 дівчат і жінок були зґвалтовані російськими військовими у будинку в Бучі. За її інформацією, російські військові описали свій намір ґвалтувати жінок «до того, що вони не захотіли б сексуального контакту з жодним чоловіком, щоб не дати їм народити українських дітей». Денісова заявила, що загальну шкалу оцінити на той момент було «неможливо», оскільки більшість постраждалих, які дзвонили на гарячі лінії, шукали психологічної підтримки, не бажаючи давати офіційні свідчення. Бучанський міський голова Анатолій Федорук також заявив, що зафіксовано 25 зґвалтувань.
3 квітня «Ла Страда Україна», яка веде гарячу лінію для допомоги постраждалим від торгівлі людьми, сексуального насильства та домашнього насильства, заявила, що в мирний час про зґвалтування мало повідомляють і стигматизують, і що випадки, відомі організації, можуть бути «вершиною айсберґа».

## Сексуальне насильство під час кризи біженок
Відомо про щонайменше два окремі випадки експлуатації жінок та дітей-біженців, що рятувалися від насильства в Україні. У середині березня у Польщі заарештовано чоловіка за імовірне зґвалтування 19-річної біженки, якій він пропонував притулок та допомогу. Двоє чоловіків напали на українського підлітка, який перебував у німецьких приміщеннях для біженців. Перед запуском урядової схеми житла для біженців одна українка повідомила про чоловіка, який намагався залишити її у себе, обіцяв безкоштовне проживання, їжу, витрати та щомісячну допомогу в обмін на секс. Жінка намагалася дати відсіч чоловікові, який зупинився лише після того, як вона повідомила, що подорожує з матір'ю.
Відсутність легкодоступних контрацептивів для постраждалих від зґвалтування під час російського вторгнення в Україну, які тікають через українсько-польський кордон, через польські закони проти абортів, обмежило доступ до абортів для зґвалтованих жінок та дівчат. Лікарі та волонтери на українсько-польському кордоні таємно допомагали зґвалтованим отримати екстрену контрацепцію, ризикуючи ув'язненням у Польщі.

## Реакція світу
Після визволення Київської області наприкінці березня та повідомлень про групові зґвалтування, сексуальні напади з використанням зброї та зґвалтування на очах дітей, The Guardian визнала, що українкам загрожує зґвалтування як знаряддя війни. Людмила Денісова, омбудсменка в Україні з прав людини, припускала, що сексуальне насильство використовується як знаряддя війни російськими військами. У середині квітня
2022 року адвокатка Юлія Аносова з La Strada Ukraine заявила, що, виходячи із загальної кількості випадків і частоти сексуального насильства проти кількох жертв, вона «припускає, що зґвалтування [стало] знаряддям війни» від початку вторгнення.
Жінки різних країн влаштували протести біля російських посольств, щоб привернути увагу до зґвалтування російськими солдатами під час вторгнення. Активістки протестували з мішками на голові, зі зв'язаними за спиною руками і голими ногами, вкритими червоною рідиною, що символізує кров. Чотири жінки протестували 16 квітня 2022 року в Дубліні, Ірландія, 80 жінок протестували на вулиці того ж дня у Вільнюсі, Литва. 20 квітня подібна акція з 130 протестувальниць відбулася перед посольством Росії в Ризі, Латвія, а ще одна була проведена десятком активісток перед консульством Росії в Гданську, Польща.

## Ратифікація Стамбульської конвенції
Від 2010-х до 2020-х українські організації проводили кампанії за кращий захист прав людини, в тому числі захист людей (особливо жінок) від сексуального насильства. Вони наполягали на ратифікації Стамбульської конвенції як засобу досягнення цієї мети. Вторгнення Росії в Україну у 2022 році, яке призвело до сплеску повідомлень про домашнє та сексуальне насильство, скоєне проти цивільних осіб, особливо на окупованих Росією територіях, у поєднанні з бажанням українського уряду приєднатися до Європейського Союзу та заручитися європейською підтримкою проти вторгнення, були вагомими причинами для остаточної ратифікації договору в повному обсязі.

## Подальше читання
- Раґнгільд Нордос, «Чому сексуальне насильство є ймовірним в Україні», Коротко про політичне насильство.